# Mesypochrysa
Mesypochrysa (лат.) — род вымерших насекомых из подсемейства Limaiinae семейства златоглазок. Насчитывает 19 видов. Был широко распространен в верхней юре и нижнем мелу, является одним из самых обычных мезозойских сетчатокрылых. Ископаемые остатки представителей рода найдены в Китае, Казахстане, России, Англии и Бразилии. Отличительные признаки: CuP разветвляется у края крыла, формируя трапецию, CuA+MP1 в переднем крыле с 3—8 ветвями, Rs с 5—20 ветвями, A1 и A2 длинные, простые и иногда разветвляются на конце.